# Connecteur Threaded Neill-Concelman
 (octobre 2023).
Si vous disposez d'ouvrages ou d'articles de référence ou si vous connaissez des sites web de qualité traitant du thème abordé ici, merci de compléter l'article en donnant les références utiles à sa vérifiabilité et en les liant à la section « Notes et références ».
Le connecteur Threaded Neill-Concelman (ou TNC) est une version filetée du connecteur BNC pour améliorer la stabilité des performances RF à des fréquences plus élevées. Ils sont conçus, à la fin des années 1950, avec un filetage au lieu d'une baïonnette (ex: connecteur BNC) et par les noms de leurs concepteur Paul Neill et Carl Concelman. Il fonctionne dans la plage de 300 MHz et 11 GHz. Il existe aussi une version haute fréquence fonctionnant jusqu'à 18 GHz.[réf. nécessaire]
La connexion vissée est plus stable mécaniquement et permet d'obtenir de meilleures propriétés électriques dans des environnements soumis à de fortes vibrations comme dans les véhicules. Il est normalisé selon la norme internationale CEI 60169-17 liée aux connecteurs pour fréquences radioélectriques avec une impédance caractéristique de 50 ohms.[réf. nécessaire]

## Description
Le connecteur BNC comporte deux cosses à baïonnette sur le connecteur femelle ; l'accouplement est entièrement réalisé par un quart de tour de l'écrou d'accouplement. Il utilise un conducteur extérieur avec des fentes et un diélectrique en plastique sur chaque connecteur. Ce diélectrique entraîne des pertes croissantes à des fréquences plus élevées. Au-delà de 4 GHz, les fentes peuvent émettre des signaux, de sorte que le connecteur est utilisable, mais pas nécessairement stable, jusqu'à environ 11 GHz. Les connecteurs BNC sont conçus pour correspondre à l'impédance caractéristique du câble, soit 50 ohms, soit 75 ohms (d'autres impédances, telles que 93 ohms pour ARCnet, sont disponibles mais moins courantes). Ils sont généralement utilisés pour des tensions inférieures à 500 volts. Les spécifications d'interface pour les connecteurs BNC et de nombreux autres connecteurs sont référencées dans la norme MIL-STD-348.[source insuffisante]